# Pictothyris picta
Pictothyris picta är en armfotingsart som först beskrevs av Dallwyn 1817.  Pictothyris picta ingår i släktet Pictothyris och familjen Frenulinidae. Inga underarter finns listade i Catalogue of Life.